# Stunde (Bergbau)
Als Stunde bezeichnet man im Bergbau die horizontale Richtung eines Grubenbaus. Der Begriff Stunde wird dabei abgeleitet von der Stundeneinteilung des Grubenkompasses. Dieser Kompass besitzt einen Stundenring mit 24 gleichen Teilen. Die Stunde 24 weist bei diesem Kompass nach Norden.

## Grundlagen
Grubenbaue müssen entsprechend ihrer Planung erstellt werden. Bei der Auffahrung von Strecken oder Stollen ist dabei die exakte Richtungsbestimmung bei der Auffahrung sehr wichtig. Die Richtung einer Strecke anzugeben, bezeichnet der Bergmann mit dem Begriff „die Stunde hängen“. Wenn der Bergmann bei der Auffahrung die Richtung des Streichens einer Lagerstätte beibehält, so nennt er dieses in der Stunde bleiben. Hält er die Richtung des Streichens nicht bei, so nennt man diese Abweichung von der Streichrichtung aus der Stunde kommen oder aus der Stunde wenden (treten, werfen). Wird die Richtung des Streichens verändert, so nennt der Bergmann dies die Stunde verrücken. Bezogen auf die geologischen Verhältnisse einer Lagerstätte bezeichnet man die gerade, ebensöhlige Hauptlinie einer Lagerstätte als die Stunde des Streichens. Wenn ein Gang seine Streichrichtung ändert, so sagt der Bergmann hierzu der Gang hat sich aus seiner Stunde geworfen (gewendet).

## Stunde hängen

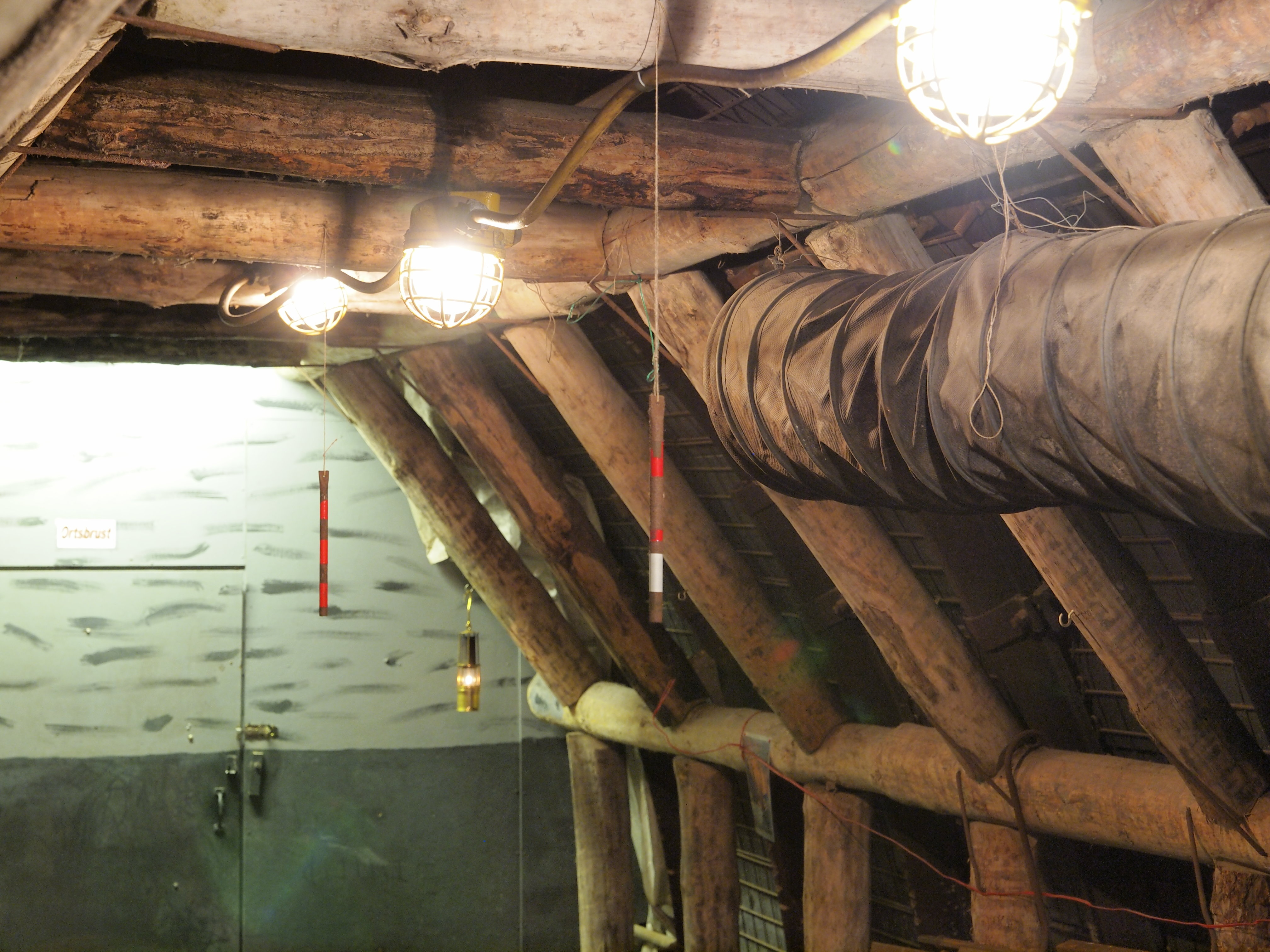
Herabhängende rot markierte Peilstangen zur Richtungsbestimmung

Um die Stunde zu hängen, benötigt man eine etwa 5 Meter lange Schnur, einen Grubenkompass und ein Senkeleisen. Die Schnur wird mit dem Senkeleisen in der Mitte der Strecke in der Firste befestigt. An das Senkeleisen wird ein Lot befestigt. Nun ist zunächst einmal die Mitte der Strecke festgelegt. Nachdem die Strecke einige Meter aufgefahren ist, wird die Stunde neu gehängt. Hierfür wird der Grubenkompass am anderen Ende der Schnur befestigt. Dann wird dieses lose Ende der Schnur an der Firste solange verrückt, bis der angehängte Kompass die benötigte Stunde angibt. Der nun festgelegte zweite Punkt wird ebenfalls mit einem Senkeleisen fixiert. Auch an dieses Senkeleisen wird ein Lot befestigt. Mit diesen beiden Loten kann man unter Zuhilfenahme einer Grubenlampe die Richtung der Strecke bei der weiteren Auffahrung bestimmen. Hierfür muss der Lichtstrahl in die gehängte Stunde gebracht werden. Allerdings können hierbei nur Lampen mit Reflektor verwendet werden, da für das Beleuchten der Lotschnüre ein Lichtstrahl benötigt wird. Die durch die beiden Lote bezeichnete Linie nennt der Bergmann die Feuerlinie. Um die Lotschnüre besser erkennen zu können, kann man sie weiß einfärben. Dadurch heben sie sich besser vom dunklen Hintergrund der Strecke ab. Eine weitere Methode zur Verbesserung der Sichtbarkeit ist es, die Lotschnüre schwarz einzufärben. Hinter die hintere Schnur wird dann ein weiß gestrichenes Brett oder ein weißes Taschentuch gehalten. Dadurch sticht die dunkle Schnur von der hell beleuchteten Fläche gut ab. Bei hohen Grubenräumen verwendet man zur Verlängerung eine Spreize (Brett). Auf diese Spreize wird der Abgabepunkt herunter gelotet. Der zweite Punkt wird ebenfalls auf eine Spreize gelotet. Anschließend wird dieser Punkt auf die Firste übertragen.